# 国王广场站
国王广场站（德語：U-Bahnhof Königsplatz）是一座慕尼黑地铁2和8号线位于马克斯近郊的一座车站，位于国王广场。